# Liste der denkmalgeschützten Objekte in Stetteldorf am Wagram
Die Liste der denkmalgeschützten Objekte in Stetteldorf am Wagram enthält die 16 denkmalgeschützten, unbeweglichen Objekte der niederösterreichischen Marktgemeinde Stetteldorf am Wagram.

## Denkmäler
| Foto |                 | Denkmal                                                                | Standort                                                    | Beschreibung | Metadaten |
| ---- | --------------- | ---------------------------------------------------------------------- | ----------------------------------------------------------- | --- | --- |
| ja   | Datei hochladen | Ortskapelle hl. Wolfgang HERIS-ID: 5159 Objekt-ID: 1021                | neben Obere Wagramstraße 2 Standort KG: Eggendorf am Wagram | Die an der Durchgangsstraße gelegene Ortskapelle St. Wolfgang ist ein im Jahr 1811 errichteter, größerer, faschengegliederter Bau mit Halbkreisapsis, Rundbogenfenstern sowie einem leicht vorgezogenen Fassadenturm, der von einem zwischen Giebelsträngen sich erhebenden Fassadenturm bekrönt wird. Der zweijochige Innenraum hat ein Platzlgewölbe auf Wandpfeilervorlagen, Putzschnittfelder und einen Apsisbogen. Das nachbarocke Pilasteraltärchen verfügt über ein erneuertes Mariahilf-Bild und ein Aufsatzbild der Hl. Dreifaltigkeit. | BDA-Hist.: Q37721094 Status: § 2a Stand der BDA-Liste: 2025-06-30 Name: Ortskapelle hl. Wolfgang GstNr.: 162 Ortskapelle Eggendorf am Wagram                                 |
| ja   | Datei hochladen | Glockenturm HERIS-ID: 21164 Objekt-ID: 17480                           | Ortsstraße 5, in der Nähe Standort KG: Eggendorf am Wagram  | Der Glockenturm in der Mitte der Dorfstraße wurde 1779 anstelle eines Vorgängers erbaut. Er hat eine spätbarocke Putzgliederung und ein Zeltdach. | BDA-Hist.: Q37859428 Status: § 2a Stand der BDA-Liste: 2025-06-30 Name: Glockenturm GstNr.: 40/3 Glockenturm Eggendorf am Wagram                                             |
| ja   | Datei hochladen | Lichtsäule, Graslkreuzl HERIS-ID: 21165 Objekt-ID: 17481               | Rossberg 4, in der Nähe Standort KG: Eggendorf am Wagram    | Südlich des Ortes steht am Fuße des Wagrams ein achtseitiger Pfeiler mit Lichttabernakel und Pyramidenkreuzspitze, der im 17. Jahrhundert errichtet wurde. | BDA-Hist.: Q37859456 Status: § 2a Stand der BDA-Liste: 2025-06-30 Name: Lichtsäule, Graslkreuzl GstNr.: 12/6                                                                 |
| ja   | Datei hochladen | Pestsäule HERIS-ID: 21166 Objekt-ID: 17482                             | Standort KG: Eggendorf am Wagram                            | Vor dem im Jahr 2012 abgerissenen Feuerwehrhaus befand sich ein Pestdenkmal mit Natursteinschaft und gemauertem Oberteil. Anmerkung: Aktuell (Okt. 2012)[veraltet] ist die Pestsäule in einem Depot eingelagert und daher nicht am angeführten Standort. | BDA-Hist.: Q37859469 Status: § 2a Stand der BDA-Liste: 2025-06-30 Name: Pestsäule GstNr.: 506                                                                                |
| ja   | Datei hochladen | Glockenturm HERIS-ID: 5158 Objekt-ID: 1020                             | neben Hauptstraße 11 Standort KG: Starnwörth                | Der Glockenturm in der Achse der Dorfstraße ist ein faschengegliederter Bau mit Zwiebelhelm aus dem späten 19. Jahrhundert. | BDA-Hist.: Q37720507 Status: § 2a Stand der BDA-Liste: 2025-06-30 Name: Glockenturm GstNr.: 119 Glockenturm Starnwörth                                                       |
| ja   | Datei hochladen | Bildstock HERIS-ID: 5157 Objekt-ID: 1019                               | Standort KG: Starnwörth                                     | Südlich des Ortes steht am Fuße des Wagrams ein abgefaster Pfeiler mit Lichttabernakel und Kreuzspitze, der mit 1631 bezeichnet ist. | BDA-Hist.: Q37719957 Status: § 2a Stand der BDA-Liste: 2025-06-30 Name: Bildstock GstNr.: 547 Bildstock in Starnwörth                                                        |
| ja   | Datei hochladen | Figurenbildstock hl. Florian HERIS-ID: 21172 Objekt-ID: 17488          | vor Bergzeile 17 Standort KG: Stetteldorf am Wagram         | Am Kirchplatz steht eine Statue des hl. Florian aus der ersten Hälfte des 19. Jahrhunderts. | BDA-Hist.: Q37859532 Status: § 2a Stand der BDA-Liste: 2025-06-30 Name: Figurenbildstock hl. Florian GstNr.: 2107/10                                                         |
| ja   | Datei hochladen | Friedhof christlich HERIS-ID: 21179 Objekt-ID: 17495                   | Brunnengasse 4 Standort KG: Stetteldorf am Wagram           | Der Friedhof wurde 1760 nördlich des Ortes angelegt. Er verfügt über einen historistischen, kubischen Kapellenbau mit maurischen und gotischen Elementen aus dem späten 19./frühen 20. Jahrhundert. Außerdem ist am Friedhof eine Statuengruppe mit einem Kruzifix und einer Statue der hl. Maria Magdalena auf einem Volutensockel zu sehen, die mit 1762 bezeichnet ist und von Bernhard Schilcher errichtet wurde. | BDA-Hist.: Q37859596 Status: § 2a Stand der BDA-Liste: 2025-06-30 Name: Friedhof christlich GstNr.: 484                                                                      |
| ja   | Datei hochladen | Mariensäule HERIS-ID: 21171 Objekt-ID: 17487                           | bei Herrengasse 11 Standort KG: Stetteldorf am Wagram       | Die auf dem Kirchplatz 1756 errichtete Mariensäule hat auf ihrem dreiseitigen Volutensockel Reliefs der hll. Rosalis und Maria Magdalena sowie Eckstatuen der hll. Florian, Sebastian und Donatus. Sie wird bekrönt von einer Statue der Maria Immaculata. | BDA-Hist.: Q37859517 Status: § 2a Stand der BDA-Liste: 2025-06-30 Name: Mariensäule GstNr.: 2107/1 Maria column Stetteldorf am Wagram                                        |
| ja   | Datei hochladen | Kath. Pfarrkirche Johannes der Täufer HERIS-ID: 21174 Objekt-ID: 17490 | gegenüber Kirchenplatz 5 Standort KG: Stetteldorf am Wagram | Die im Zentrum von Stetteldorf in der Platzmitte gelegene Pfarrkirche hl. Johannes der Täufer ist eine einheitliche, große, barocke Saalkirche mit Seitenkapellen und einem gotischen Südturm. Die Giebelfassade ist schmucklos. Das Langhaus ist durch seitliche Kapellenreihen und Obergaden mit Rundbogenfenstern und Strebepfeilern gestaffelt. An der Seite verfügt es über Portalgewände; das nördliche ist vermauert. Der eingezogene, halbkreisförmig geschlossene Chor ist durch zweigeschoßig angeordnete Rundbogenfenster geöffnet. Der Bau hat eine einheitliche Faschengliederung und ein umlaufendes Kranzgesims. Der gotische Turm erhebt sich südlich von Chor. Er ist mit Schlitzfenstern, einem freigelegten, gekuppelten Kleeblattbogengewände, barocken Rundbogenschallfenstern, Uhrengiebeln und einem um 1859 aufgesetzten Zwiebelhelm ausgestattet. Nördlich des Chores steht ein zweigeschoßiger Anbau mit abgerundeten Ecken, der als Sakristei und Oratorium genutzt wird. | BDA-Hist.: Q37859554 Status: § 2a Stand der BDA-Liste: 2025-06-30 Name: Kath. Pfarrkirche Johannes der Täufer GstNr.: 1 Pfarrkirche Stetteldorf am Wagram                    |
| ja   | Datei hochladen | Pest-/Dreifaltigkeitssäule HERIS-ID: 21173 Objekt-ID: 17489            | bei Kirchenplatz 8 Standort KG: Stetteldorf am Wagram       | Die Dreifaltigkeitssäule am Kirchplatz ist mit 1734 bezeichnet. Sie wird von einem Gnadenstuhl bekrönt. | BDA-Hist.: Q37859543 Status: § 2a Stand der BDA-Liste: 2025-06-30 Name: Pest-/Dreifaltigkeitssäule GstNr.: 2107/1 Holy Trinity column Stetteldorf am Wagram                  |
| ja   | Datei hochladen | Schloss Juliusburg HERIS-ID: 21176 Objekt-ID: 17492                    | Schlossstraße 1 Standort KG: Stetteldorf am Wagram          | Schloss Juliusburg, 1588 bis 1602 von Graf Julius II. zu Hardegg erbaut, liegt östlich des Ortes am steil abfallenden Südrand des Wagrams. Die Renaissanceanlage erhebt sich über einem L-förmigen Grundriss, mit niedrigen Wirtschaftsgebäuden einen annähernd quadratischen Hof umschließend. | BDA-Hist.: Q2241781 Status: Bescheid Stand der BDA-Liste: 2025-06-30 Name: Schloss Juliusburg GstNr.: 414 Schloss Juliusburg                                                 |
| ja   | Datei hochladen | Ansitz, Luisenschlösschen HERIS-ID: 21180 Objekt-ID: 17496             | Schlossstraße 3 Standort KG: Stetteldorf am Wagram          | Das Luisenschlösschen ist Teil der Anlage von Schloss Stetteldorf. | BDA-Hist.: Q37859617 Status: § 57-Mandatsbescheid Stand der BDA-Liste: 2025-06-30 Name: Ansitz, Luisenschlösschen GstNr.: 410 Ansitz Luisenschlösschen                       |
| ja   | Datei hochladen | Figurenbildstock hl. Johannes Nepomuk HERIS-ID: 21169 Objekt-ID: 17485 | Standort KG: Stetteldorf am Wagram                          | Das Standbild zeigt den Heiligen Johannes Nepomuk, der von zwei Putten flankiert ist. Es wurde um 1725 von Johann Julius Adam Reichsgraf zu Hardegg, Glatz und im Machland und seiner Gattin Barbara gestiftet. | BDA-Hist.: Q37859479 Status: § 2a Stand der BDA-Liste: 2025-06-30 Name: Figurenbildstock hl. Johannes Nepomuk GstNr.: 425/1 Statue of John of Nepomuk, Stetteldorf am Wagram |
| ja   | Datei hochladen | Bildstock HERIS-ID: 21170 Objekt-ID: 17486                             | Standort KG: Stetteldorf am Wagram                          | Der Bildstock an der Kreuzung Tiefenthal/Kremser Straße stammt angeblich aus dem 17. Jahrhundert. | BDA-Hist.: Q37859506 Status: § 2a Stand der BDA-Liste: 2025-06-30 Name: Bildstock GstNr.: 2237/3                                                                             |
| ja   | Datei hochladen | Bildstock HERIS-ID: 21175 Objekt-ID: 17491                             | Standort KG: Stetteldorf am Wagram                          | Das Wegmarterl an der Absdorfer Straße wurde im 17. Jahrhundert errichtet. | BDA-Hist.: Q37859575 Status: § 2a Stand der BDA-Liste: 2025-06-30 Name: Bildstock GstNr.: 2576                                                                               |